# Junkers K 30
Junkers K 30 – samolot wojskowy firmy Junkers zbudowany w szwedzkiej filii AB Flygindustri na bazie modelu G 24.

## Historia
Montaż modelu K 30 rozpoczął się w odpowiedzi na zainteresowanie władz Chile, ZSRR i Hiszpanii wykorzystaniem modelu G 24 do celów wojskowych. Dlatego też w 1925 zbudowano w Dessau – macierzystej fabryce Junkersa wzorcowy egzemplarz przyszłego modelu K 30.
Z powodów ograniczeń nałożonych na Niemcy mocą traktatu wersalskiego produkcja rozpoczęła się w szwedzkiej filii w Limhamn. Pierwszy K 30 został eksportowany do Chile. Druga seria została dostarczona do ZSRR, gdzie otrzymała nazwę „R 42” (potem jako JuG1). Część z nich powstała jako wodnosamoloty.